# Bois-Bernard
Bois-Bernard és un municipi francès situat al departament del Pas de Calais i a la regió dels Alts de França. L'any 2007 tenia 822 habitants.

## Demografia

### Població
El 2007 la població de fet de Bois-Bernard era de 822 persones. Hi havia 340 famílies de les quals 88 eren unipersonals (24 homes vivint sols i 64 dones vivint soles), 136 parelles sense fills, 100 parelles amb fills i 16 famílies monoparentals amb fills.
La població ha evolucionat segons el següent gràfic:
Habitants censats

### Habitatges
El 2007 hi havia 346 habitatges, 340 eren l'habitatge principal de la família i 6 estaven desocupats. 327 eren cases i 19 eren apartaments. Dels 340 habitatges principals, 233 estaven ocupats pels seus propietaris, 101 estaven llogats i ocupats pels llogaters i 6 estaven cedits a títol gratuït; 4 tenien una cambra, 18 en tenien dues, 59 en tenien tres, 69 en tenien quatre i 190 en tenien cinc o més. 275 habitatges disposaven pel capbaix d'una plaça de pàrquing. A 145 habitatges hi havia un automòbil i a 151 n'hi havia dos o més.

### Piràmide de població
La piràmide de població per edats i sexe el 2009 era:
| Homes | Edats   | Dones |
| ----- | ------- | ----- |
| 0     | 95 o +  | 0     |
| 4     | 90 a 94 | 0     |
| 0     | 85 a 89 | 8     |
| 0     | 80 a 84 | 8     |
| 12    | 75 a 79 | 12    |
| 8     | 70 a 74 | 20    |
| 20    | 65 a 69 | 20    |
| 24    | 60 a 64 | 12    |
| 28    | 55 a 59 | 28    |
| 28    | 50 a 54 | 20    |
| 44    | 45 a 49 | 40    |
| 24    | 40 a 44 | 32    |
| 56    | 35 a 39 | 32    |
| 20    | 30 a 34 | 36    |
| 44    | 25 a 29 | 40    |
| 24    | 20 a 24 | 28    |
| 40    | 15 a 19 | 52    |
| 16    | 10 a 14 | 24    |
| 20    | 5 a 9   | 52    |
| 16    | 0 a 4   | 8     |

## Economia
El 2007 la població en edat de treballar era de 552 persones, 400 eren actives i 152 eren inactives. De les 400 persones actives 370 estaven ocupades (200 homes i 170 dones) i 30 estaven aturades (11 homes i 19 dones). De les 152 persones inactives 49 estaven jubilades, 58 estaven estudiant i 45 estaven classificades com a «altres inactius».

### Ingressos
El 2009 a Bois-Bernard hi havia 338 unitats fiscals que integraven 836 persones, la mediana anual d'ingressos fiscals per persona era de 19.213,5 €.

### Activitats econòmiques
Dels 57 establiments que hi havia el 2007, 2 eren d'empreses de fabricació d'altres productes industrials, 3 d'empreses de construcció, 2 d'empreses de comerç i reparació d'automòbils, 1 d'una empresa de transport, 2 d'empreses d'hostatgeria i restauració, 1 d'una empresa immobiliària, 3 d'empreses de serveis, 38 d'entitats de l'administració pública i 5 d'empreses classificades com a «altres activitats de serveis».
Dels 6 establiments de servei als particulars que hi havia el 2009, 1 era una funerària, 1 autoescola, 1 paleta, 1 fusteria, 1 empresa de construcció i 1 perruqueria.
L'únic establiment comercial que hi havia el 2009 era una llibreria.
L'any 2000 a Bois-Bernard hi havia 7 explotacions agrícoles.

## Equipaments sanitaris i escolars
El 2009 hi havia 1 hospital de tractaments de curta durada, 1 centre d'urgències i 1 ambulància.
El 2009 hi havia una escola elemental.

## Poblacions més properes
El següent diagrama mostra les poblacions més properes.